# Tobias Ludvigsson
Tobias Ludvigsson (ur. 22 lutego 1991 w Huskvarnie) – szwedzki kolarz szosowy i górski.

## Osiągnięcia

### Kolarstwo szosowe
Opracowano na podstawie:

2008
- 1. miejsce w mistrzostwach Szwecji juniorów (jazda indywidualna na czas)

2009
- 1. miejsce w mistrzostwach Szwecji juniorów (jazda indywidualna na czas)

2011
- 1. miejsce w prologu Tour de Normandie
- 1. miejsce na 4. etapie Internationale Thüringen Rundfahrt

2012
- 2. miejsce w mistrzostwach Szwecji (jazda indywidualna na czas)
- 3. miejsce w Tour of Hainan

2013
- 2. miejsce w Driedaagse van West-Vlaanderen
  - 1. miejsce w klasyfikacji młodzieżowej
- 3. miejsce w Circuit de la Sarthe
  - 1. miejsce w klasyfikacji młodzieżowej
- 2. miejsce w mistrzostwach Szwecji (jazda indywidualna na czas)

2014
- 1. miejsce w Étoile de Bessèges
  - 1. miejsce na 5. etapie

2015
- 3. miejsce w mistrzostwach Szwecji (start wspólny)

2016
- 2. miejsce w mistrzostwach Szwecji (jazda indywidualna na czas)

2017
- 1. miejsce w mistrzostwach Szwecji (jazda indywidualna na czas)

2018
- 1. miejsce w mistrzostwach Szwecji (jazda indywidualna na czas)
- 2. miejsce w mistrzostwach Szwecji (start wspólny)

2019
- 2. miejsce w Étoile de Bessèges
- 2. miejsce w mistrzostwach Szwecji (start wspólny)
- 1. miejsce w mistrzostwach Szwecji (jazda indywidualna na czas)

2020
- 2. miejsce w mistrzostwach Szwecji (jazda indywidualna na czas)

2021
- 3. miejsce w mistrzostwach Szwecji (jazda indywidualna na czas)

2022
- 3. miejsce w mistrzostwach Szwecji (jazda indywidualna na czas)
- 2. miejsce w mistrzostwach Szwecji (start wspólny)

### Kolarstwo górskie
Opracowano na podstawie:
2009
- 1. miejsce w mistrzostwach Europy (sztafeta)

## Rankingi

### Kolarstwo szosowe
| Rok             | 2011 | 2012  | 2013 | 2014 | 2015 | 2016  | 2017 | 2018 | 2019 | 2020 | 2021 | 2022 | 2023 | 2024 |
| --------------- | ---- | ----- | ---- | ---- | ---- | ----- | ---- | ---- | ---- | ---- | ---- | ---- | ---- | ---- |
| UCI World Tour  |      |       | 196. | -    | -    | 181.  | 346. | 403. |      |      |      |      |      |      |
| World Ranking   |      |       |      |      |      | 633.  | 888. | 580. | 262. | 828. | 813. | 458. | 931. | 934. |
| UCI Europe Tour | 314. | 1141. |      |      |      | 1136. | 728. | 354. | 214. | 663. | 627. | 364. | -    | -    |
| UCI Asia Tour   | -    | -     |      |      |      | 485.  | -    | -    |      |      |      |      |      |      |
|                 |      |       |      |      |      |       |      |      |      |      |      |      |      |      |
| Źródło: UCI     |      |       |      |      |      |       |      |      |      |      |      |      |      |      |